# Jukari Kingaová
Jukari Kingaová (japonsky 近賀 ゆかり, * 2. května 1984 Jokohama) je japonská fotbalistka.

## Reprezentační kariéra
Za japonskou reprezentaci v letech 2005 až 2016 odehrála 100 reprezentačních utkání. Byla členkou japonské reprezentace i na Mistrovství světa ve fotbale žen 2007, 2011, 2015, Letních olympijských hrách 2008 a 2012.

## Statistiky
| Japonsko | Japonsko | Japonsko |
| Roky     | Záp.     | Góly     |
| -------- | -------- | -------- |
| 2005     | 1        | 0        |
| 2006     | 2        | 0        |
| 2007     | 16       | 0        |
| 2008     | 18       | 1        |
| 2009     | 3        | 1        |
| 2010     | 15       | 2        |
| 2011     | 17       | 0        |
| 2012     | 15       | 1        |
| 2013     | 1        | 0        |
| 2014     | 4        | 0        |
| 2015     | 5        | 0        |
| 2016     | 3        | 0        |
| Celkem   | 100      | 5        |

## Úspěchy

### Reprezentační
- Letní olympijské hry:  2012
- Mistrovství světa:  2011;  2015
- Mistrovství Asie:  2008, 2010